# Ozicrypta tuckeri
Ozicrypta tuckeri is een spinnensoort uit de familie Barychelidae. De soort komt voor in Queensland.